# (3371) Giacconi
(3371) Giacconi – planetoida z pasa głównego asteroid okrążająca Słońce w ciągu 4 lat i 195 dni w średniej odległości 2,74 j.a. Została odkryta 14 września 1955 roku w Goethe Link Observatory w Brooklynie w stanie Indiana. Nazwa planetoidy pochodzi od Riccardo Giacconiego (ur. 1931), amerykańskiego astrofizyka, laureata nagrody Nobla. Została zaproponowana przez F. K. Edmondsona. Przed nadaniem nazwy planetoida nosiła oznaczenie tymczasowe (3371) 1955 RZ.